# Бурятский государственный университет

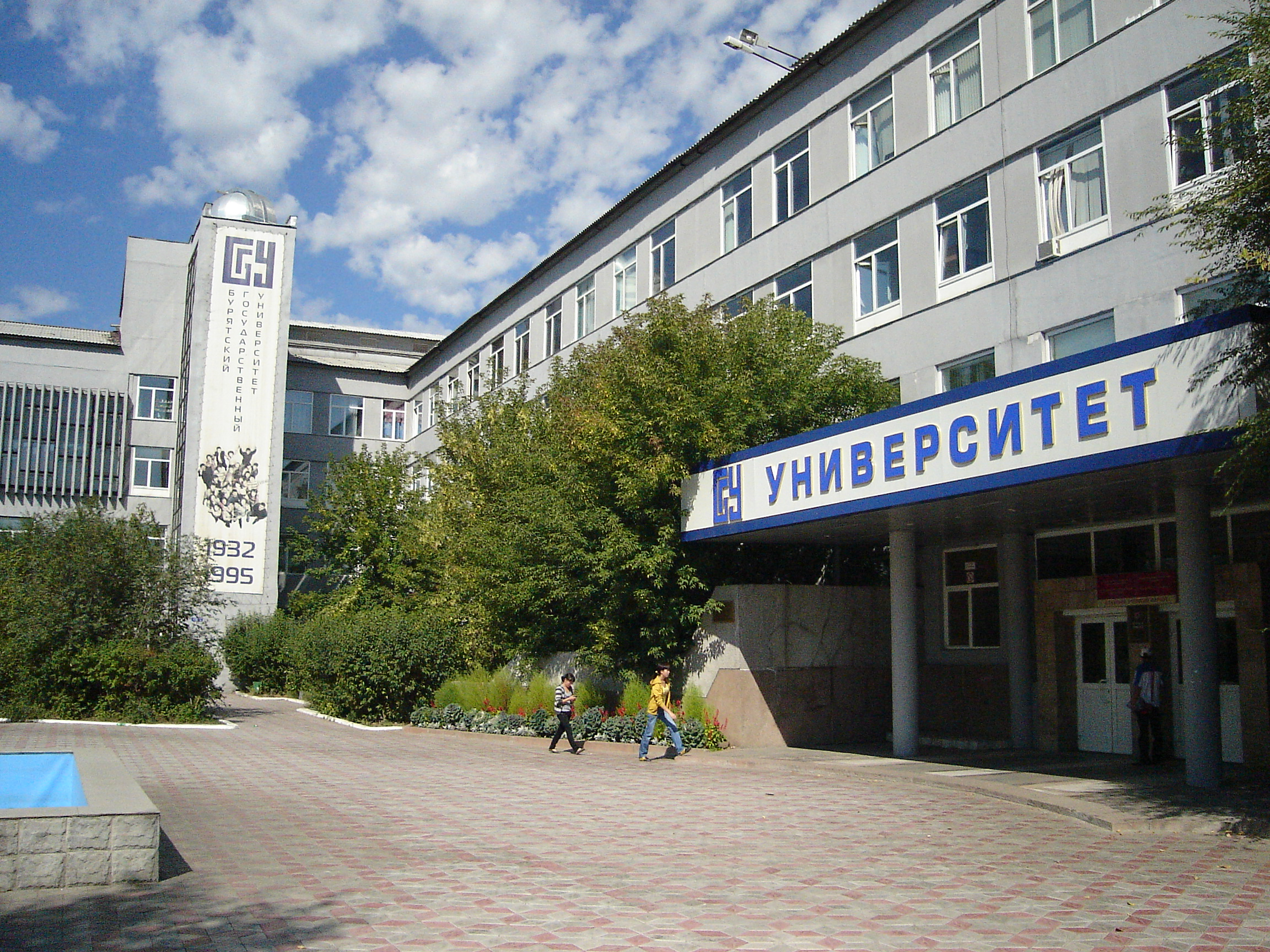
БГУ. Главный учебный корпус

Буря́тский государственный университет имени Доржи́ Банза́рова (бур. Банзарай Доржын нэрэмжэтэ Буряадай гүрэнэй дээдэ һургуули) — высшее учебное заведение, один из ведущих учебных и научных центров Сибири и Дальнего Востока России.
Создан (как Бурятский государственный университет) в 1995 году на базе Бурятского государственного педагогического института имени Доржи Банзарова и филиала Новосибирского государственного университета в Улан-Удэ. В январе 2019 года приказом Минобрнауки России Бурятскому государственному университету возвращено имя Доржи Банзарова.

## История
10 января 1932 года Совет народных комиссаров РСФСР принял заключительное постановление «Об открытии Бурят-Монгольского агропединститута в г. Верхнеудинске». Официальное открытие первого высшего учебного заведения в Бурятии произошло 10 февраля 1932 года. Было создано первое высшее учебное заведение Бурятии — педагогический институт, что имело большое значение для развития системы образования, науки и культуры региона. В Бурят-Монгольском педагогическом институте было открыто четыре отделения: физико-математическое, естествознания, литературно-лингвистическое и историко-экономическое (в 1933 году из-за небольшого количества студентов передано Иркутскому пединституту), в состав вошли также четыре общеинститутские кафедры: педагогики, диамата и ленинизма, политической экономии, бурят-монгольского языка. Первым директором института стал Морхоз Петрович Хабаев. Первый преподавательский коллектив вузов состоял из высококвалифицированных, опытных научно-педагогических работников, крупных специалистов в своих областях: 3 профессора, 3 доцента, 10 ассистентов и 2 аспиранта.
В Верхнеудинск в конце января 1932 года было переведено бурят-монгольское отделение Иркутского пединститута, насчитывавшее 60 человек. Первые 15 педагогов выпустились из института летом 1932 года. Это были первые специалисты с высшим образованием, получившие дипломы непосредственно в Бурятии. Первый набор студентов состоялся осенью 1932 года и составил 146 человек, в их число вошли выпускники средних школ, техникумов и учителя-практики, не имевшие педагогического образования.
В 1958 году в связи с переименованием Бурят-Монгольской АССР (в Бурятскую АССР) в июле 1958 года Бурят-Монгольский государственный педагогический институт им. Д. Банзарова переименован в Бурятский государственный педагогический институт им. Д. Банзарова (БГПИ). К 1980 году доля дипломированных преподавателей института составляла всего 41 %. Поэтому руководство вуза стало активно направлять преподавателей в целевую аспирантуру в ведущие вузы и отраслевые академические институты страны. К 1985 году из 335 преподавателей института 173 имели степени и звания, что составило 51,6 %.
В 1992 году в Улан-Удэ открылся филиал Новосибирского государственного университета, однако уже в 1995 году он и БГПИ были реорганизованы, а на их базе был создан Бурятский государственный университет.
В дальнейшем университетом были открыты филиалы: в ноябре 1999 года Боханский, в марте 2000 года Улан-Баторский, а в сентябре 2004 года Агинский. В 2005 году в Хайларе (КНР) на базе Хулунбуирского института университет открыл свое представительство.
В 2021 году в БГУ было зачислено 1115 человек, из которых 792 поступили на бюджетные места, 323 — на платной основе. Средняя стоимость обучения составила в этот год 136 902 ₽ за год обучения.

## Университет сегодня

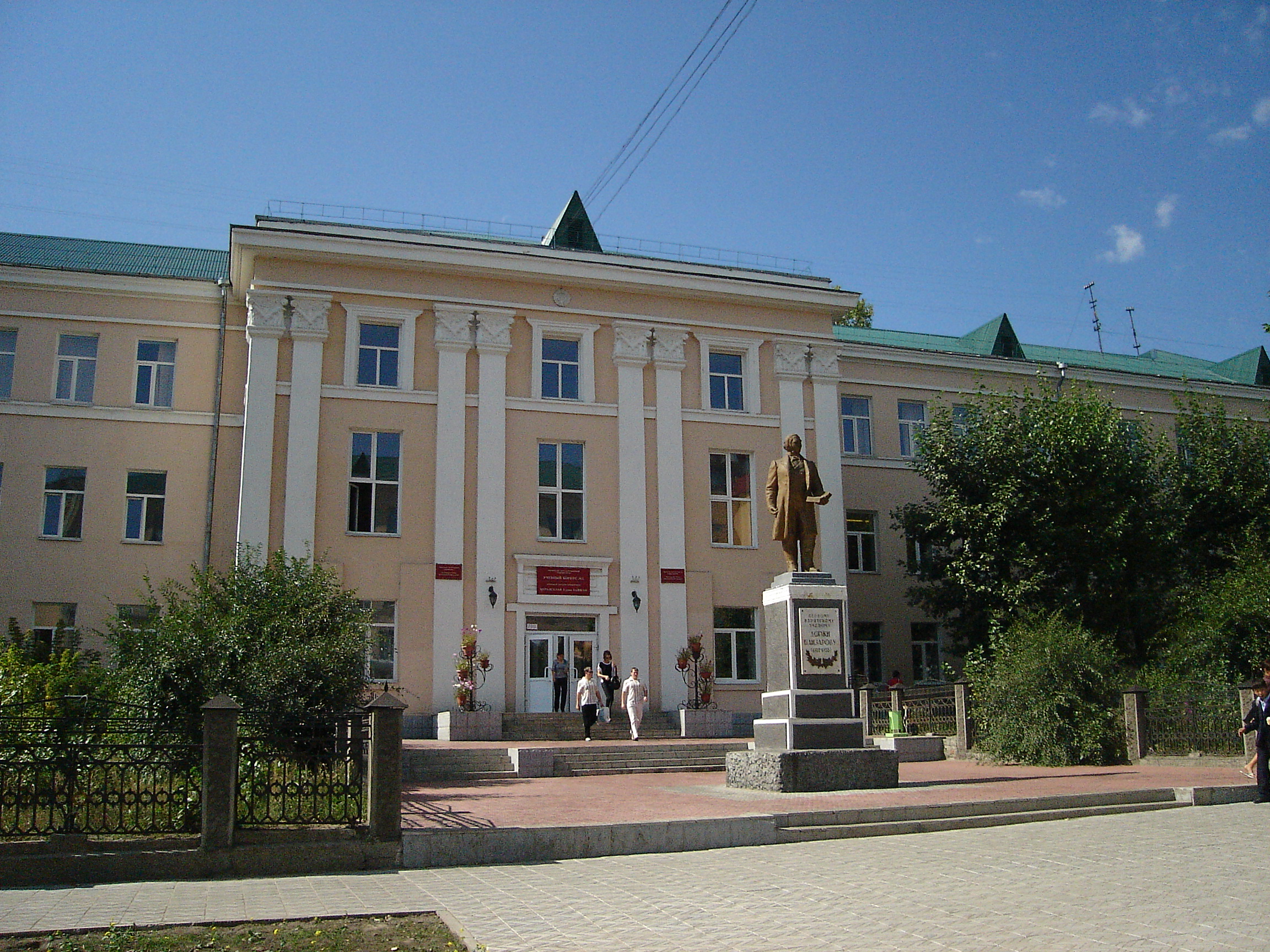
БГУ. Учебный корпус № 1

В 2021 году БГУ занял 201—207 место из 341 вуза России, принявших участие в исследовании «Национальный рейтинг университетов Интерфакс 2021», в котором учитывались качество образования в бакалавриате, магистратуре, аспирантуре, организация и результаты исследовательской работы, а также социальная среда, международное и межрегиональное сотрудничество, развития экосистемы инноваций. Агентство RAEX в 2021 году помимо составления рейтинга топ-100 российских вузов оценило также деятельность вузов по федеральным округам; БГУ занял 5 место в Дальневосточном федеральном округе. В рейтинге не учитывались вузы из топ-100 (например, Тихоокеанский государственный университет и Дальневосточный федеральный университет).
По результатам мониторинга качества приема на бюджетные и платные места российских вузов в 2021 году, проведенного Высшей школой экономики, БГУ занял 533 место из 838 вузов и их филиалов, принявших участие в мониторинге.
При оценке региональных (не-московских) вузов по привлекательности и представленности их выпускников на рынке труда портала HeadHunter БГУ занял в 2021 году 250 место из 304. Доля выпускников вуза, претендовавших на позиции высшего менеджмента, была оценена в 2,4 %.

### Структура
В настоящее время в составе БГУ 8 учебных институтов и 1 колледж, в составе которых 78 кафедр. В университете обучаются более 10 тыс. студентов, 393 аспиранта и 16 докторантов. Обучение ведется по 120 направлениям и специальностям, в том числе 109 программам высшего образования и 11 программам среднего профессионального образования. Фундаментальная библиотека — 1 млн 200 тыс. томов.
В университете трудятся более 1100 преподавателей, в том числе 180 докторов наук и профессоров, 575 кандидатов наук и доцентов. Среди преподавателей 6 членов-корреспондентов РАН и РАО, а также более 30 академиков и член-корреспондентов общественных академий России.
Ректором университета с 8 апреля 2022 года является Алдар Дамдинов, кандидат исторических наук (исполнял обязанности ректора с 19 октября 2021 года).
Институты

С 1 сентября 2023 года в структуре университета произошла реорганизация. Упразднены факультеты. Они объединены в 8 институтов.
1. Восточный институт (ВИ) — создан 7 июня 1996 года как Восточный факультет, 1 октября 2013 года на базе Восточного факультета и Национально-гуманитарного института (4 марта 2002 года) основан Восточный институт

2. Институт естественных наук (ИЕН) — создан 1 сентября 2023 года — объединение ФБГиЗ и ХФ;

3. Институт истории и филологии (ИИФ) — создан 1 сентября 2023 года — объединение ИФ и ИФИЯиМК, добавилась кафедра бурятской филологии с ВИ;

4. Институт математики, физики и компьютерных наук (ИМФиКН) — создан 1 сентября 2023 года — объединение ИМИ и ФТФ;

5. Институт педагогики и психологии (ИПП) — создан 1 сентября 2023 года — объединение ПИ и СПФ;

6. Институт права и экономики (ИПЭ) — создан 1 сентября 2023 года — объединение ЮФ и ИЭУ;

7. Институт физической культуры, спорта и туризма (ИФКСиТ) — создан 1 сентября 2023 года — объединение ФФКСиТ с кафедрой туризма Восточного института;

8. Медицинский институт (МИ) — создан 18 мая 1999 года как Медицинский факультет на базе лечебного отделения БГФ, с 7 марта 2014 года — Медицинский институт
Бывшие институты и факультеты
- Институт математики и информатики (основан 10 февраля 1932 года как Физико-математический факультет, в 1996—2001 гг. — Математический факультет, с 13 апреля 2001 года — нынешнее название)[источник не указан 1213 дней]
- Институт филологии, иностранных языков и массовых коммуникаций (основан 10 февраля 1932 года как Литературно-лингвистический факультет)[источник не указан 1213 дней]
- Институт экономики и управления (создан 7 июня 1996 года как Факультет экономики и управления, в октябре 2013 года объединён с Институтом экономических исследований и переименован в Институт экономики и управления)[источник не указан 1213 дней]
- Педагогический институт (создан 15 ноября 1978 года как Факультет начальных классов на базе Отделения начальных классов Историко-филологического факультета, 19 мая 2006 года на базе Факультета начального образования и Института педагогического образования создан Педагогический институт)[источник не указан 1213 дней]
- Факультет биологии, географии и землепользования (основан 10 февраля 1932 года как Факультет естествознания, в 1954—1957 гг. — Биологический факультет, в 1957—1997 гг. — Биолого-химический факультет, в 1997—2015 гг. — Биолого-географический факультет, с 2015 года носит нынешнее название)[источник не указан 1213 дней]
- Исторический факультет (основан 10 февраля 1932 года как Историко-экономический факультет, в 1955—1987 гг. — историко-филологический факультет, с 1987 года — Исторический факультет)[источник не указан 1213 дней]
- Социально-психологический факультет (создан 9 июня 2000 года)[источник не указан 1213 дней]
- Факультет физической культуры, спорта и туризма (основан в 1960 году как Факультет физического воспитания)[источник не указан 1213 дней]
- Физико-технический факультет (основан 10 февраля 1932 года как кафедра физики Физико-математического факультета, с 1996 года носит нынешнее название)[источник не указан 1213 дней]
- Химический факультет (основан 30 декабря 1997 года на базе химического отделения Естественно-географического факультета)[источник не указан 1213 дней]
- Юридический факультет (основан в 1998 году на базе юридического отделения Факультета истории и права)[источник не указан 1213 дней]

Общеуниверситетская кафедра
- Кафедра философии (основана 10 февраля 1932 года)[источник не указан 1213 дней]

Колледж
- Колледж БГУ (основан 19 сентября 1999 года как Юридический колледж, в 2008 год все колледжи факультетов объединены в Колледж БГУ)[источник не указан 1213 дней]

#### Представительства
- Представительство в КНР

#### Научные подразделения
- Институт Внутренней Азии

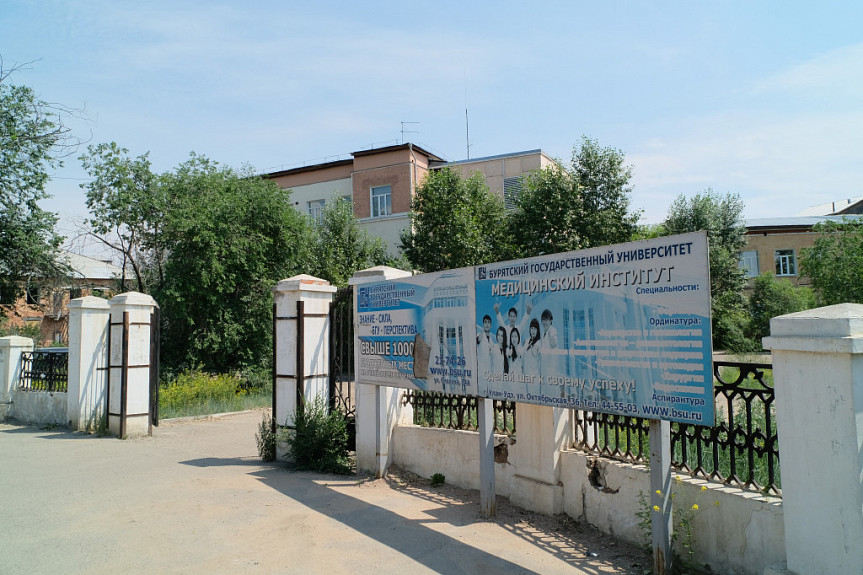
Здание Медицинского института Бурятского государственного университета

  - Лаборатория культурной антропологии
  - Лаборатория синергетических исследований цивилизационной геополитики Евразии
  - Лаборатория сравнительного правоведения в странах АТР
- Научно-образовательный и инновационный центр системных исследований и автоматизации
  - Лаборатория спортивной генетики
  - Лаборатория вычислительных и геоинформационных технологий
  - Лаборатория системного анализа
  - Лаборатория методов оптимального управления

В состав БГУ также входят:
- Астрономическая обсерватория,
- Бюро переводов «Лингво»,
- Институт Конфуция,
- Институт непрерывного образования,
- Отдел дистанционных технологий в образовании,
- Научно-исследовательская часть,
- Отдел аспирантуры и докторантуры,
- Университетский колледж,
- Управление довузовской подготовки,
- Центр информационных систем,
- Центр тестирования граждан зарубежных стран по русскому языку,
- Центр тестирования по английскому языку «Pro-English»,
- Центр тестирования по немецкому языку.

В состав университетского образовательного комплекса входят 23 общеобразовательные школы Республики Бурятия, Усть-Ордынского и Агинского Бурятских округов, 9 центров довузовской подготовки, 4 профессиональных лицея, 5 колледжей.

### Научные школы

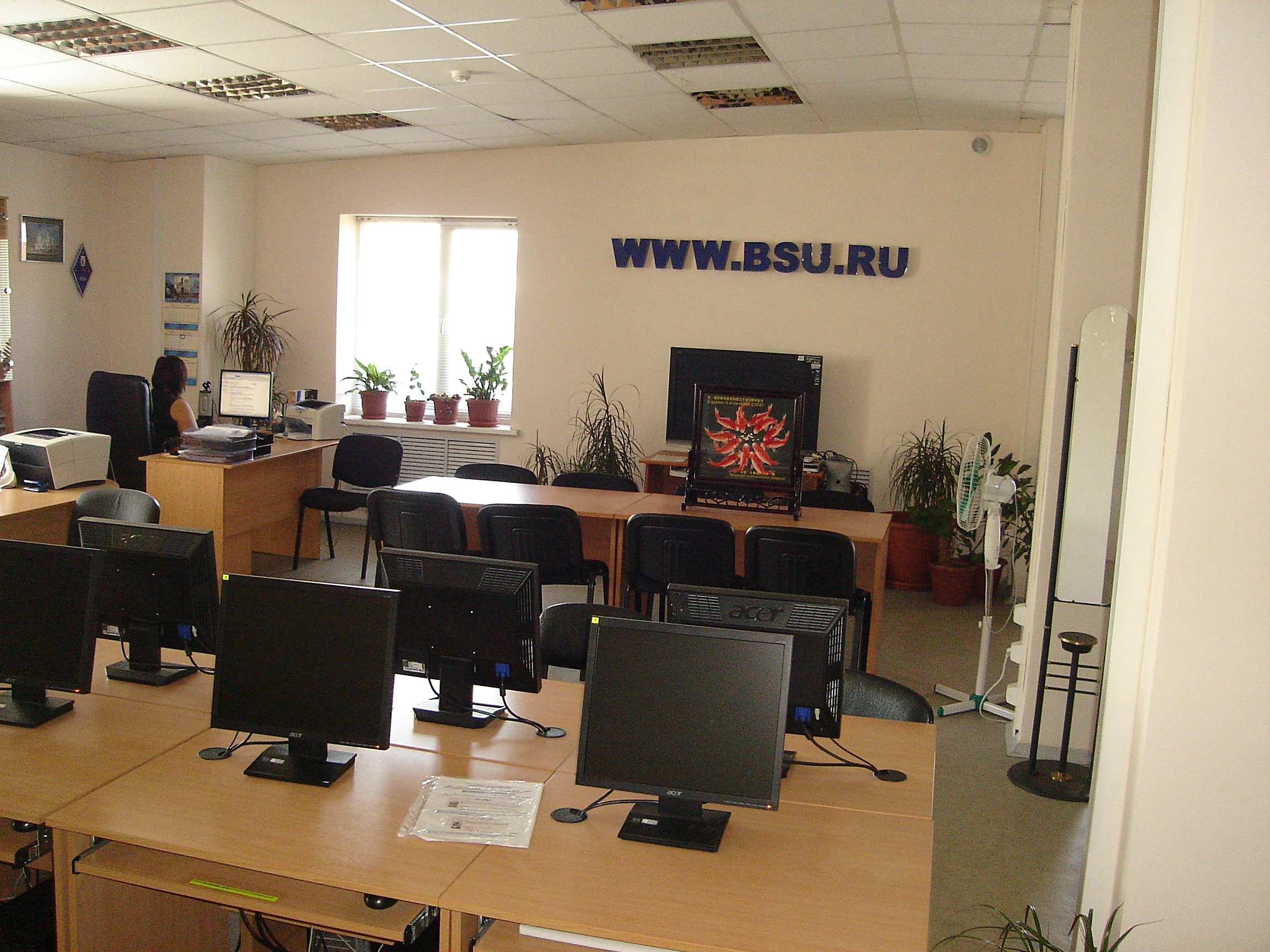
БГУ. Центр дистанционного обучения

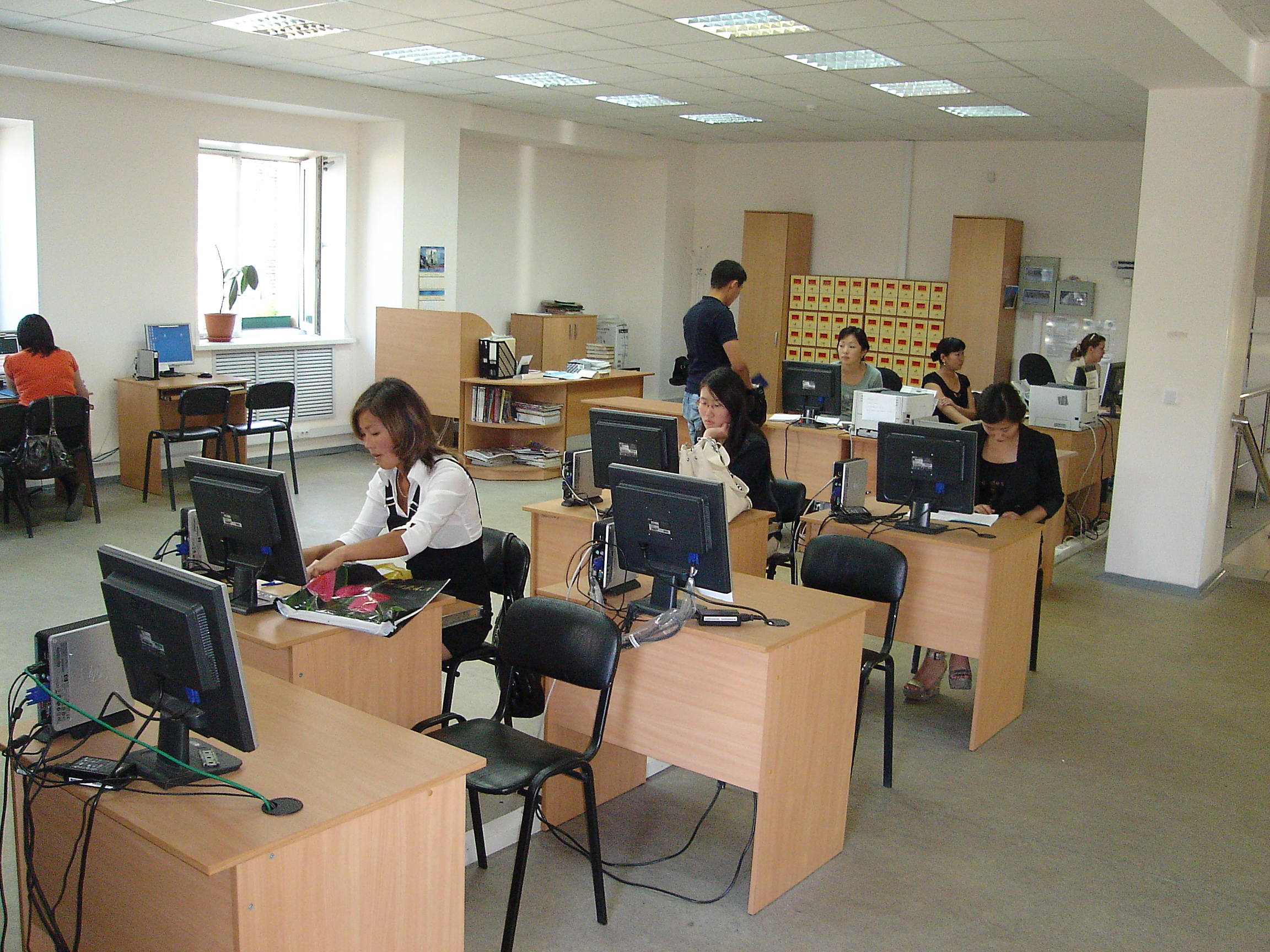
БГУ. Электронный читальный зал

На сегодняшний день Бурятский государственный университет входит в число ведущих университетов Сибири и Дальнего Востока, отличается высоким уровнем остепенённости научных кадров (третье место в Сибирском федеральном округе после Новосибирского и Томского госуниверситетов).
Эффективная работа ведется в 30 сложившихся научных направлениях, 14 из которых включены в «Перечень приоритетных направлений развития науки, техники и технологий в Российской Федерации» и «Перечень критических технологий Российской Федерации». Активизации и повышению результативности научно-исследовательской работы способствует интеграция высшего образования и вузовской науки с академическими институтами Российской академии наук. В настоящее время более 80 сотрудников Бурятского научного центра СО РАН работают в БГУ, в свою очередь 236 выпускников университета трудятся в БНЦ СО РАН и 102 — обучаются в аспирантуре научного центра. Объединение ресурсов университета и академических институтов способствует повышению вузовской составляющей в интегрированной системе научно-технического комплекса региона.
В Бурятском государственном университете осуществляются практически все виды фундаментальных исследований. На многих кафедрах ведутся прикладные и инновационные исследования. В университете сложились ведущие научные школы мирового уровня в области физики конденсированного состояния, ботаники, орнитологии, истории, монголоведения, социологии, философии, литературы, лингвистики, педагогики.
В БГУ ведётся подготовка научных и научно-педагогических кадров по 46 специальностям докторантуры и аспирантуры. Также функционирует интернатура по 15 и ординатура по 4 медицинским специальностям.
Действуют 4 диссертационных совета, в которые можно представить диссертации к защите по 8 научным специальностям 6 отраслей наук:
| Шифр         | Специальности |
| ------------ | --- |
| Д 212.022.05 | 10.02.01 — «Русский язык» (филологические науки) 10.02.19 — «Теория языка» (филологические науки) |
| 24.2.279.01  | 05.13.18 — «Математическое моделирование, численные методы и комплексы программ» (физико-математические науки, технические науки) |
| Д 212.022.11 | 13.00.01 — «Общая педагогика, история педагогики и образования» (педагогические науки) 13.00.02 — «Теория и методика обучения и воспитания (монгольские языки; иностранные языки)» (педагогические науки) 13.00.04 — «Теория и методика физического воспитания, спортивной тренировки, оздоровительной и адаптивной физической культуры» (педагогические науки) |
| 99.0.045.03  | 3.3.6. Фармакология, клиническая фармакология (медицинские науки) 3.4.2. Фармацевтическая химия, фармакогнозия (фармацевтические науки) |

### Академическое сотрудничество

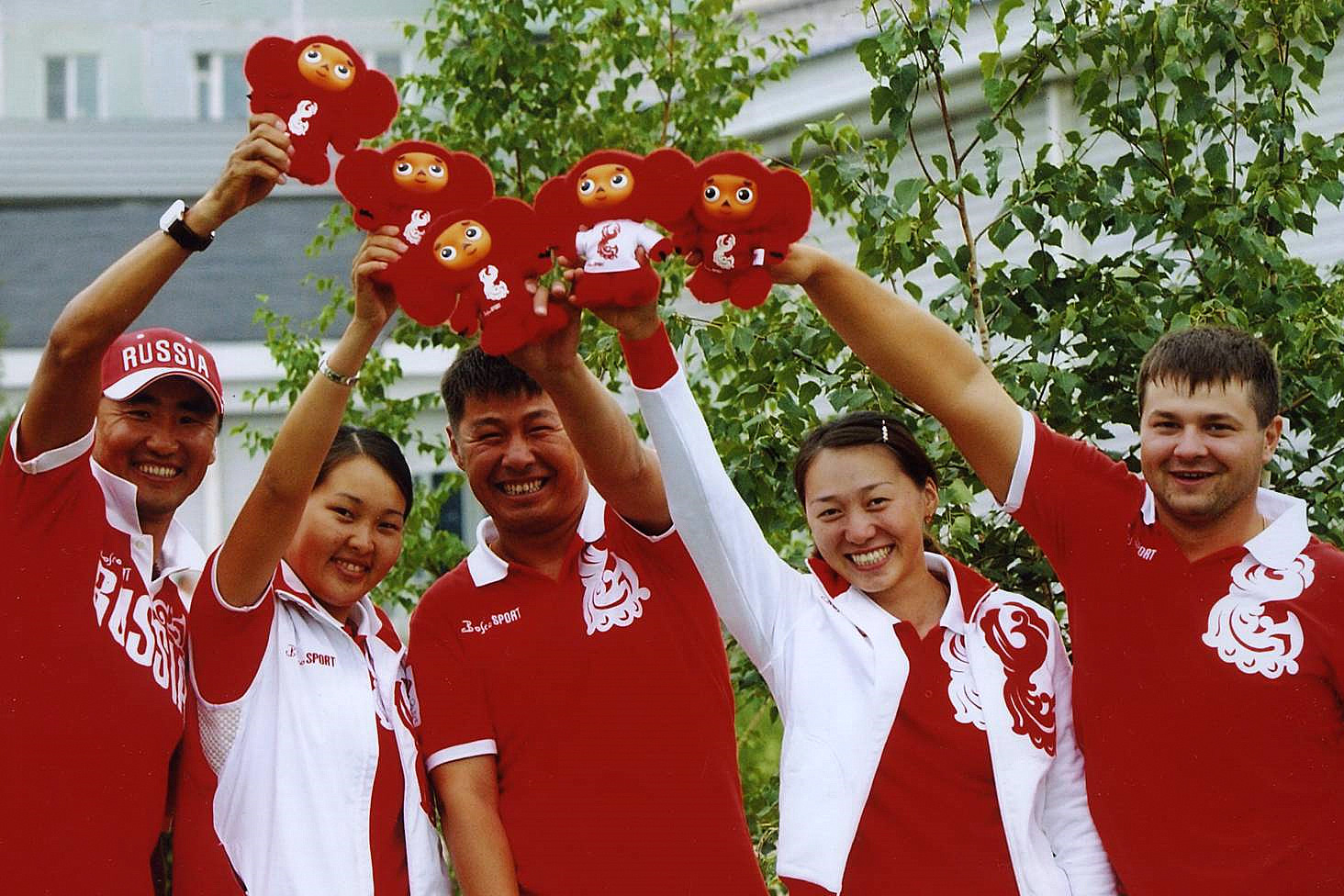
Студенты БГУ — члены олимпийской сборной России

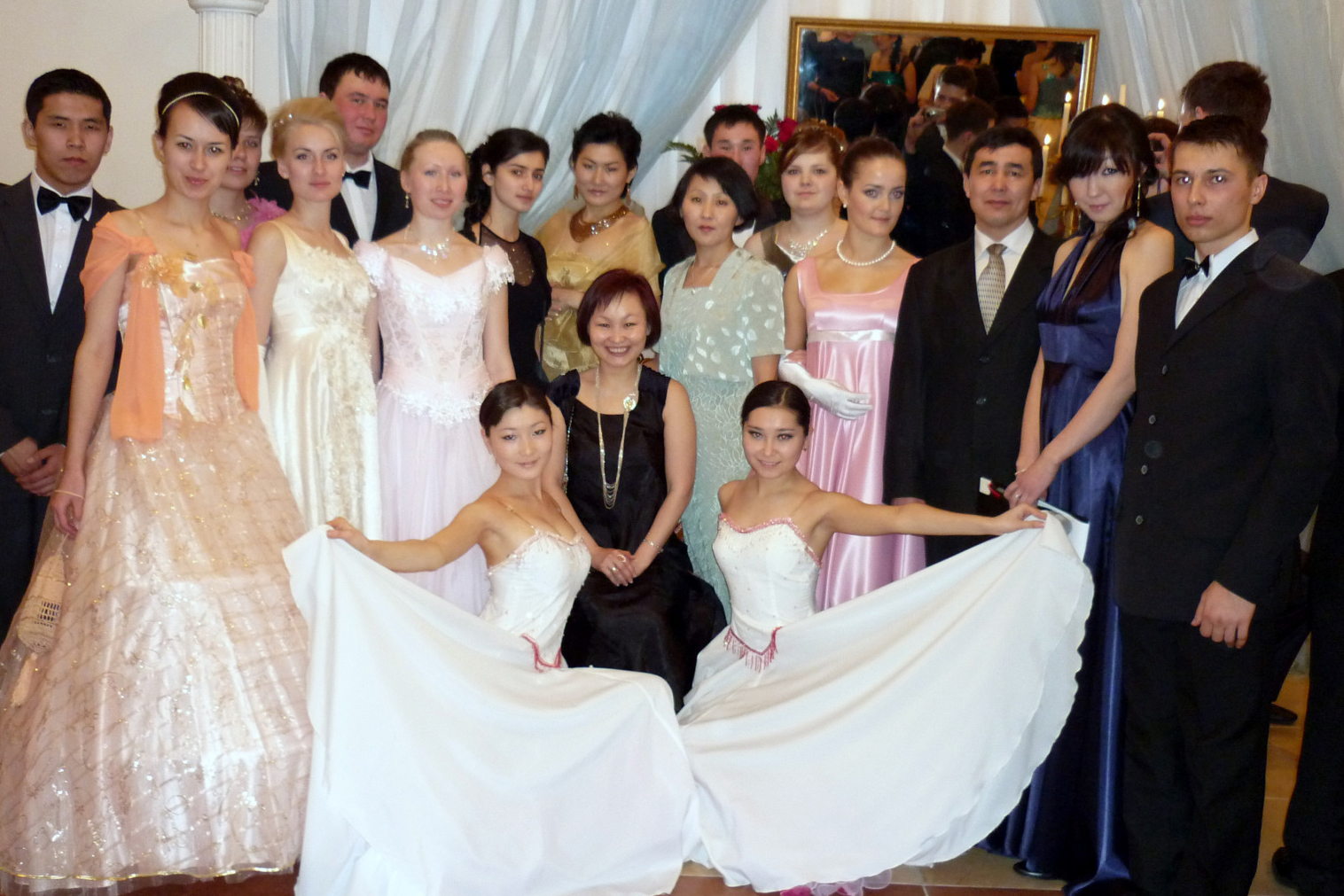
Новогодний ректорский бал в БГУ

Университет поддерживает сотрудничество в области науки, культуры и образования с ведущими учебно-научными центрами Москвы, Новосибирска, Иркутска, Томска, сотрудничество с зарубежными университетами и научными учреждениями. Заключены долговременные соглашения в области науки, образования и культуры с 22 университетами-партнерами из 10 стран мира. Среди них:
- Пусанский университет иностранных языков (г. Пусан, Республика Корея),
- Национальный университет Внутренней Монголии (г. Тунляо, КНР),
- Педагогический университет Внутренней Монголии[англ.] (г. Хух-Хото, КНР),
- Цзилиньский институт русского языка (КНР),
- Монгольский государственный университет (Монголия),
- Монгольский государственный университет образования (Монголия),
- Монгольский государственный медицинский университет (Монголия),
- Институт германистики и Факультет спортивной науки Рурского университета (г. Бохум, Германия),
- Сунчхонский национальный университет (Республика Корея),
- Канвонский национальный университет (Республика Корея),
- Учебный центр TÖMER (Турецкая республика).

Стратегия развития БГУ нацелена на продвижение культурных ценностей России в международное образовательное пространство Центральной Азии и позиционирование российской модели университетского образования. Развитая инфраструктура БГУ в Центрально-Азиатском регионе, отработанные механизмы взаимодействия с академическими и образовательными учреждениями РФ и зарубежья позволяют университету успешно выполнять связующую функцию во взаимодействии европейской и азиатской систем образования и науки.

### Инфраструктура

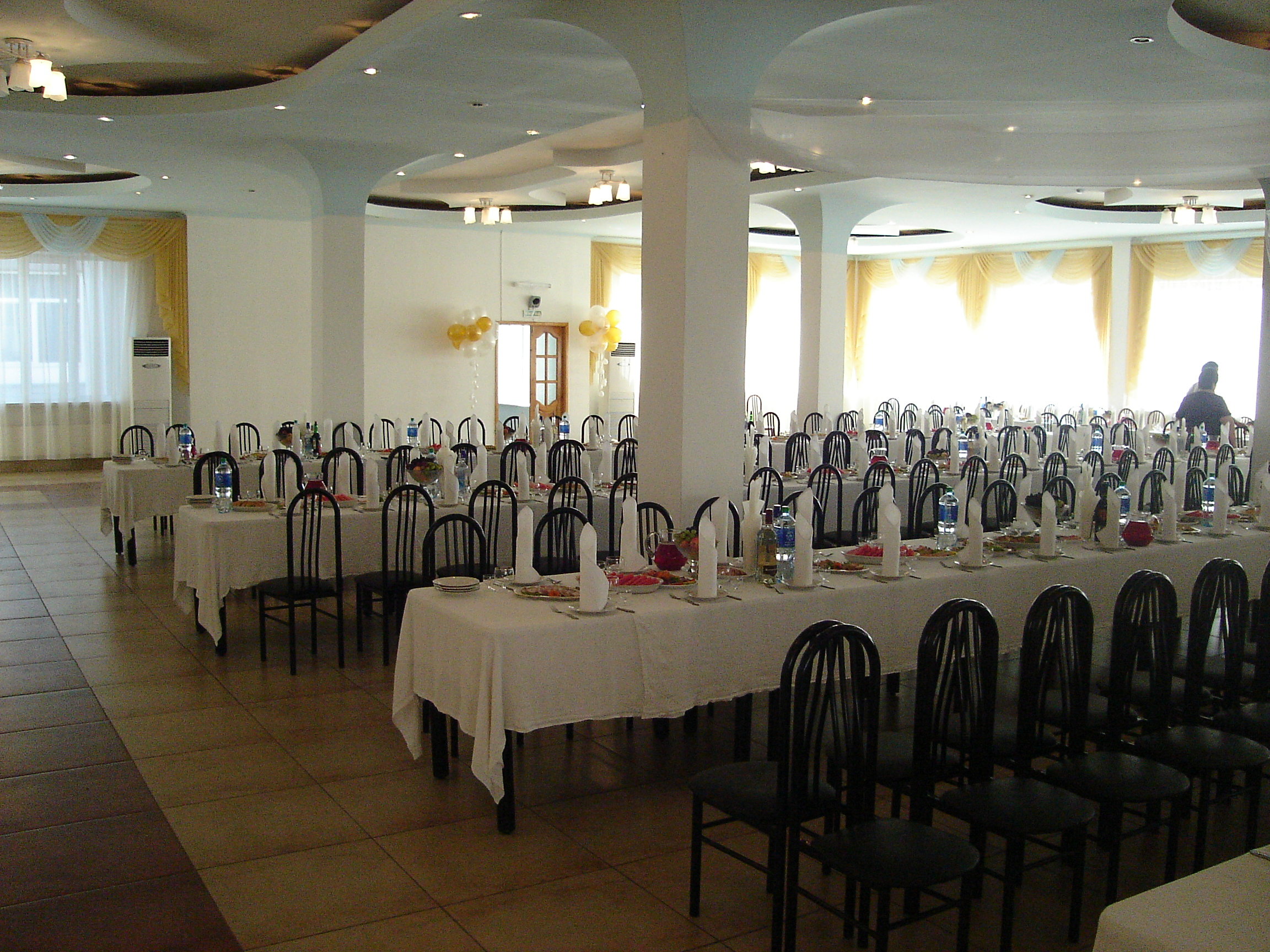
БГУ. Банкетный зал

Университет располагает значительной академической инфраструктурой, включающей научную библиотеку, издательство, центр информационных систем, отдел дистанционных технологий в обучении и др.

#### Учебные и административные корпуса
Университет располагает восемью учебными корпусами и одним техническим.
| Учебный корпус | Расположение                      | В корпусе находятся |
| -------------- | --------------------------------- | --- |
| Главный корпус | г. Улан-Удэ, ул. Смолина, 24а     | Факультет биологии, географии и землепользования Факультет физической культуры, спорта и туризма Физико-технический факультет Химический факультет Социально-психологический факультет Издательство |
| Корпус 1       | г. Улан-Удэ, ул. Ранжурова, 5     | Институт математики и информатики Институт экономики и управления Электронный читальный зал Отдел дистанционных технологий в образовании Пресс-служба                                               |
| Корпус 2       | г. Улан-Удэ, ул. Ранжурова, 6     | Институт истории и филологии |
| Корпус 3       | г. Улан-Удэ, ул. Сухэ-Батора, 16  | Институт истории и филологии |
| Корпус 4       | г. Улан-Удэ, ул. Пушкина, 25      | Педагогический институт |
| Корпус 5       | г. Улан-Удэ, ул. Учебная, 1       | Производственные помещения |
| Корпус 6       | г. Улан-Удэ, ул. Октябрьская, 36а | Медицинский институт |
| Корпус 7       | г. Улан-Удэ, ул. Сухэ-Батора, 6   | Юридический факультет |
| Корпус 8       | г. Улан-Удэ, ул. Ранжурова, 4     | Восточный институт Институт Конфуция Ректорат Административно-хозяйственная часть Научная библиотека                                                                                                |

#### Научная библиотека
Фонд научной библиотеки насчитывает более 1,2 млн экз. книг. В её структуре имеется электронный читальный зал с полнотекстовым доступом к библиотеке диссертаций РГБ, к ресурсам Web of Science, РИНЦ.

#### Издательство
Издательство университета выпускает собственные и межвузовские научно-методические сборники, пособия, монографии и другие издания, в том числе периодический журнал «Вестник БГУ», входящий в перечень реферируемых изданий, рекомендуемых ВАК РФ[значимость факта?].

#### Спортивные и спортивно-оздоровительные сооружения
- Стадион «Спартак» (ул. Куйбышева, 2а)
- Дом спорта «Труд» (ул. Куйбышева, 1а)
- Спортивно-оздоровительный лагерь «Олимп» на озере Щучьем (Селенгинский район Республики Бурятия)
- Пансионат и спортивно-оздоровительный комплекс на озере Байкал (с. Максимиха, Баргузинский район Республики Бурятия)

#### Общежития
Университет располагает пятью общежитиями.
Развитие учебно-лабораторного и научно-лабораторного комплексов в соответствии с приоритетами научно-инновационной деятельности является одной из важнейших задач университета.
Университет на условиях бессрочного пользования имеет 412 га земли на побережье оз. Байкал в районе села Горячинск. Одной из перспективных задач университета является организация международного центра наукоёмких технологий на берегу Байкала совместно с образовательными и академическими учреждениями России и зарубежными партнерами. Ведутся работы по организации Байкальского ботанического сада, учебно-спортивно-оздоровительного комплекса.

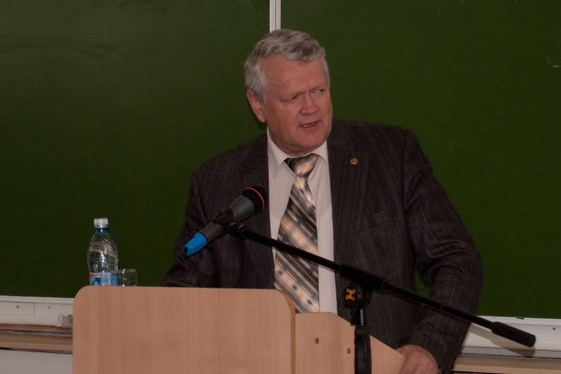
Лекция академика А. Л. Асеева

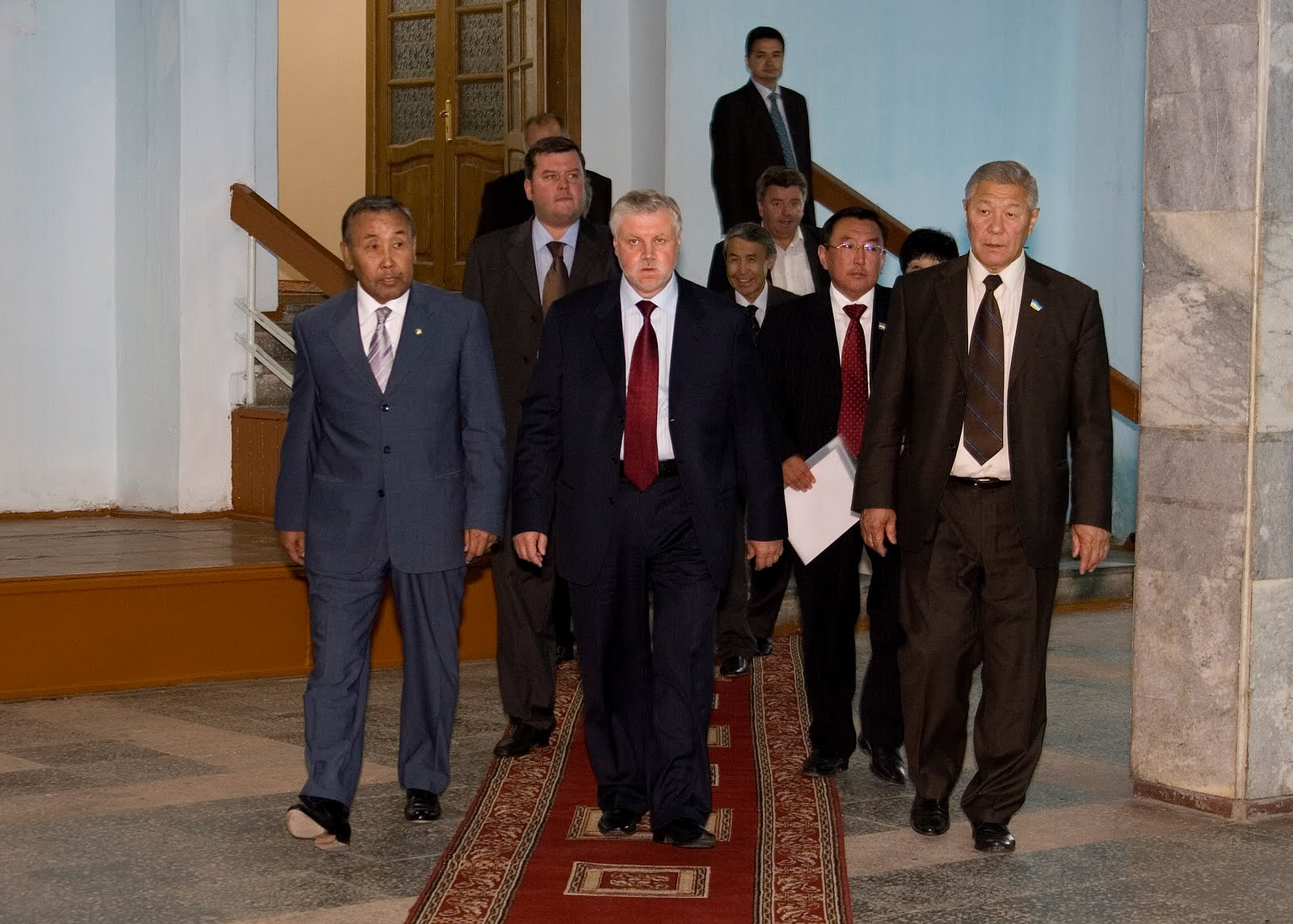
Визит спикера Совета Федерации С. М. Миронова в БГУ

## Почётные профессора
- Алексей Кудрин
- Леонид Потапов
- Дмитрий Ливанов[18]

## Директора института и ректоры университета
1. 1932—1936 — Морхоз Хабаев (1903—1980)

2. 1939—1945 — Алексей Дуринов (1909—1992)

3. 1945—1952 — Елена Рампилова (1906-?)

4. 1952—1956 — Александр Булгадаев (1912—2002)

5. 1956—1960 — Пётр Матханов (1913—1991)

6. 1960—1965 — Николай Шулунов (1913—1976)

7. 1967—1986 — Иван Батудаев (1922—2000)

8. 1986—1993 — Геннадий Басаев (1928—2015)

9. 1993—2015 — Степан Калмыков (р. 1950)

10. 2015—2021 — Николай Мошкин (р. 1973)

11. 2021—н.в. — Алдар Дамдинов (р. 1971)

## Критика
Весной 2015 года в Улан-Удэ прошла серия митингов, основной целью которых стало выражение протеста против назначения Николая Мошкина исполняющим обязанности ректора. По сообщениям ряда СМИ участники, часть которых не являлась сотрудниками университета, пытались использовать митинги как площадку для выступлений против руководства региона.Кроме этого, под огонь критики попали отдельные руководители структурных подразделений университета, в некоторых научных работах которых, по мнению экспертов сообщества Диссернет, содержатся некорректные заимствования.

### Комментарии
1. ↑  Имеется в виду рейтинг, формируемый при ранжировании всех вузов (и их филиалов) России по убыванию среднего балла ЕГЭ всех абитуриентов — как на бюджетные, так и на платные места
2. ↑  Объединённый диссертационный совет на базе Института общей и экспериментальной биологии СО РАН, БГУ и ИГМУ